# Caroline d'Autriche
Caroline d’Autriche (1591-1662) est marquise d’Autriche, princesse du Saint-Empire romain germanique, comtesse de Cantecroy, marquise de Podsbat et Liebenthal. C'est une fille naturelle de Rodolphe II (empereur des Romains) et d’Euphémie de Rosenthal. Elle a pour frères et sœurs : César, Mathias, Charles et Anne-Dorothée. 

## Mariage
Caroline est légitimée à l’occasion de son mariage à Prague le 10 février 1608 avec François-Thomas d'Oiselay dit de Granvelle, fils de Pierre-Antoine d'Oiselay (allié aux Perrenot de Granvelle par son mariage avec Perrone, fille de Thomas Perrenot de Granvelle). Perrone est donc descendante de Renaud III de Brederode et de Nicolas Perrenot de Granvelle. Le mari de Caroline a hérité du nom et de la fortune de son oncle maternel François Perrenot de Granvelle, ambassadeur de l'Empereur à Venise.  
En 1619, elle fonde à Besançon le couvent des carmélites. Son mari est nommé chevalier de la Toison d'Or en 1621 et décède en 1629. Veuve et endettée, elle cherche à marier son fils unique et demande le soutien de sa parente la gouvernante des Pays-Bas, Isabelle-Claire-Eugénie d'Autriche qui est aussi la marraine de son fils, Eugène-Léopold d'Oiselay dit Perrenot de Granvelle, 
Eugène-Léopold, prince de Cantecroix, baptisé le 10 février 1614. épouse en 1635 Béatrix de Cusance. Il décède de la peste en janvier 1637 alors que sa femme est enceinte.

## Les procès
Béatrix, qui s'est remariée avec Charles IV de Lorraine en avril 1637, a un fils, nommé François, en octobre. Elle prétexte une naissance prématurée, due à une chute de cheval, pour attribuer la paternité à son amant, devenu nouveau mari, avec l'assentiment de celui-ci. 
La marquise d'Autriche obtient un diplôme impérial plaçant le palais Granvelle (Besançon) sous la sauvegarde des immunités de l'Empire, le 9 juillet 1637 ; mais elle n’a plus d’héritier et va se battre pour faire reconnaître son petit-fils François et faire casser l’arrêt rendu par le Parlement de Dole. Un jugement en sa défaveur lui est notifié le 10 avril 1641, malgré une bulle papale de Urbain VIII le 5 novembre 1640 et le soutien de Ferdinand III le 5 décembre 1640, contre Jacques Nicolas de la Baume, comte de Saint-Amour. François est décédé entre-temps (1638).
Elle meurt le 12 janvier 1662 et est enterrée dans l’église des Grands Carmes à Malines. L'inscription sur sa tombe « CI GIST TRES ILLUSTRE DAME CAROLINE D'AUTRICHE FILLE DE RUDOLPHE II EMPEREUR; QUI MOURUT A MALINES XII JANVIER MDCLXII ».